# 紫花槭
紫花槭（学名：Acer pseudosieboldianum），为槭树科槭属下的一个植物种。